# 圣穆里思堂 (奥格斯堡)
圣穆里思堂（St. Moritzkirche）是德国奥格斯堡的一座天主教堂，在世俗化以前，原为圣穆里思修道院的教堂。最初，这里是纪念神圣罗马帝国皇帝亨利二世的兄弟布鲁诺主教的墓地，在几个世纪中进行了多次扩建和重新设计。第二次世界大战的破坏后，在1946至1950年，以简化的形式重建。它作为古迹受到保护。

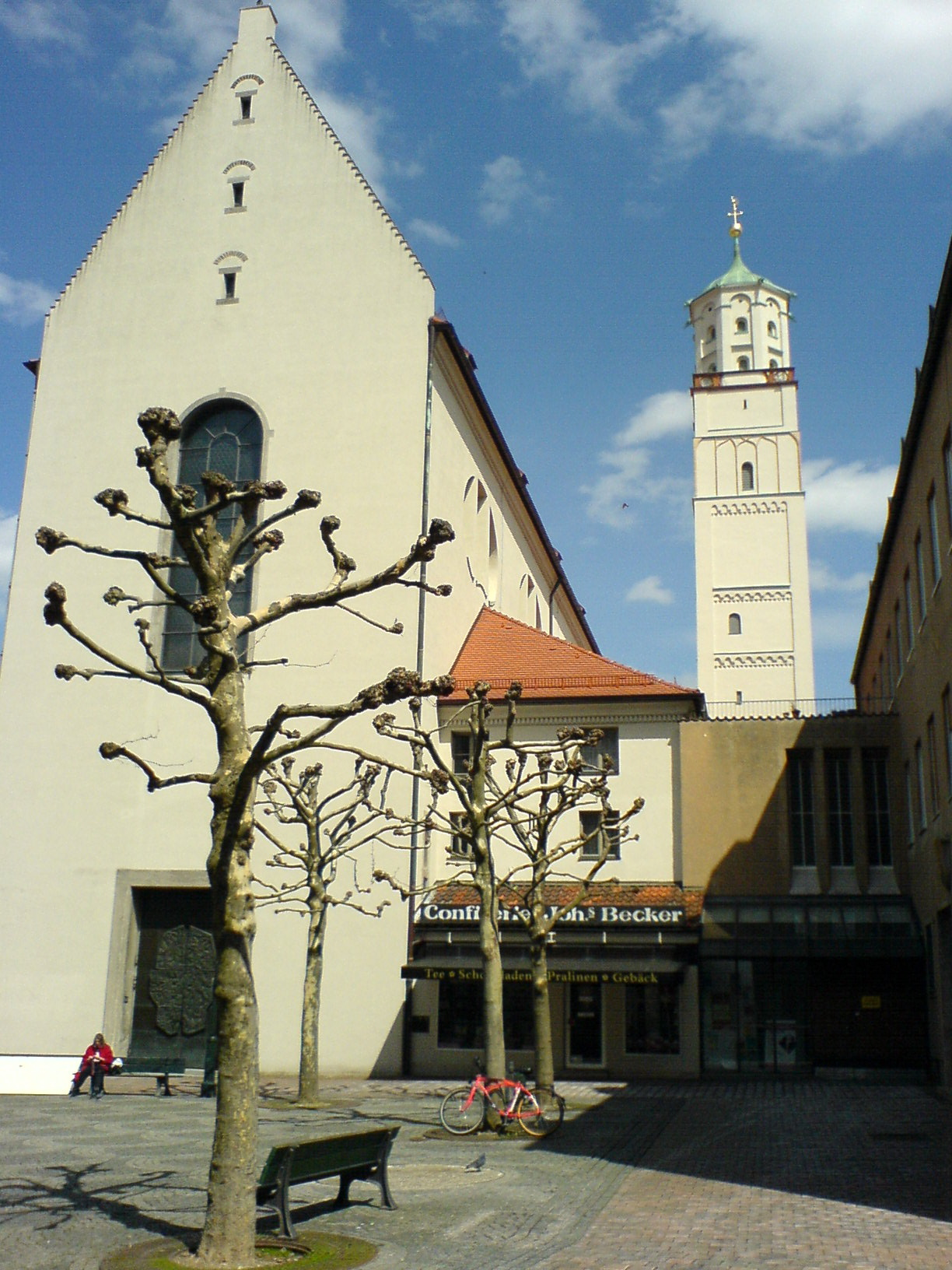
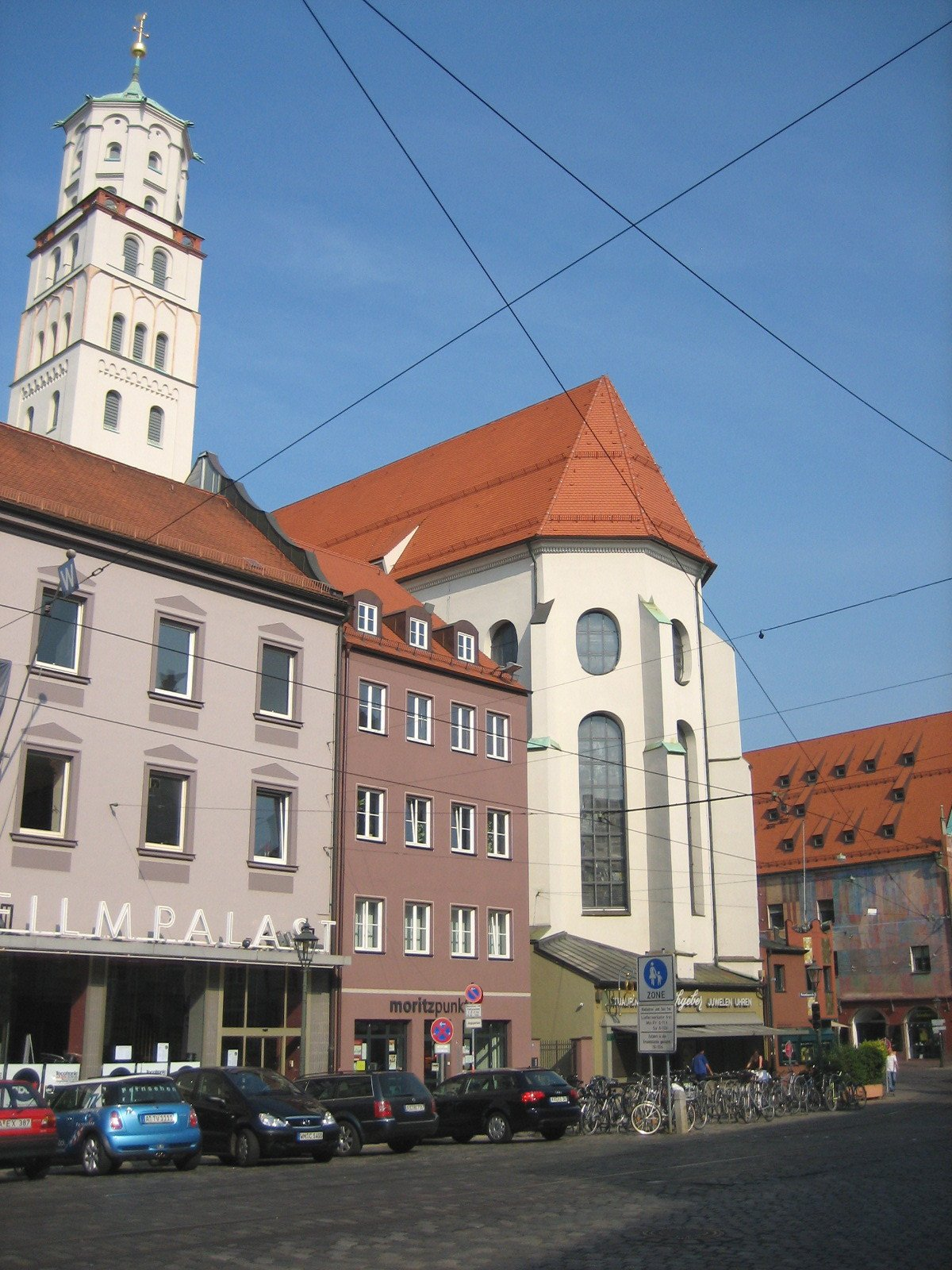
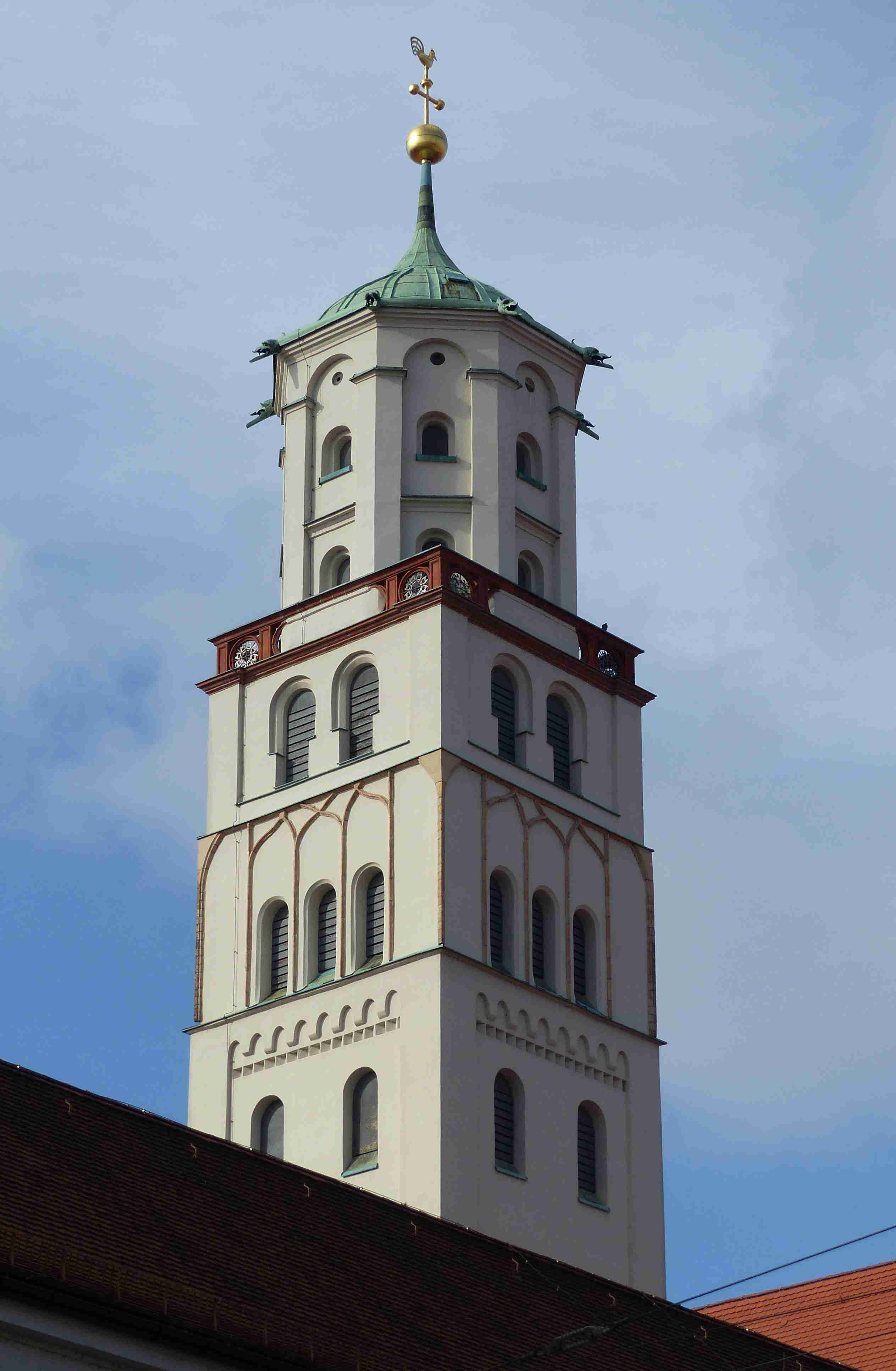
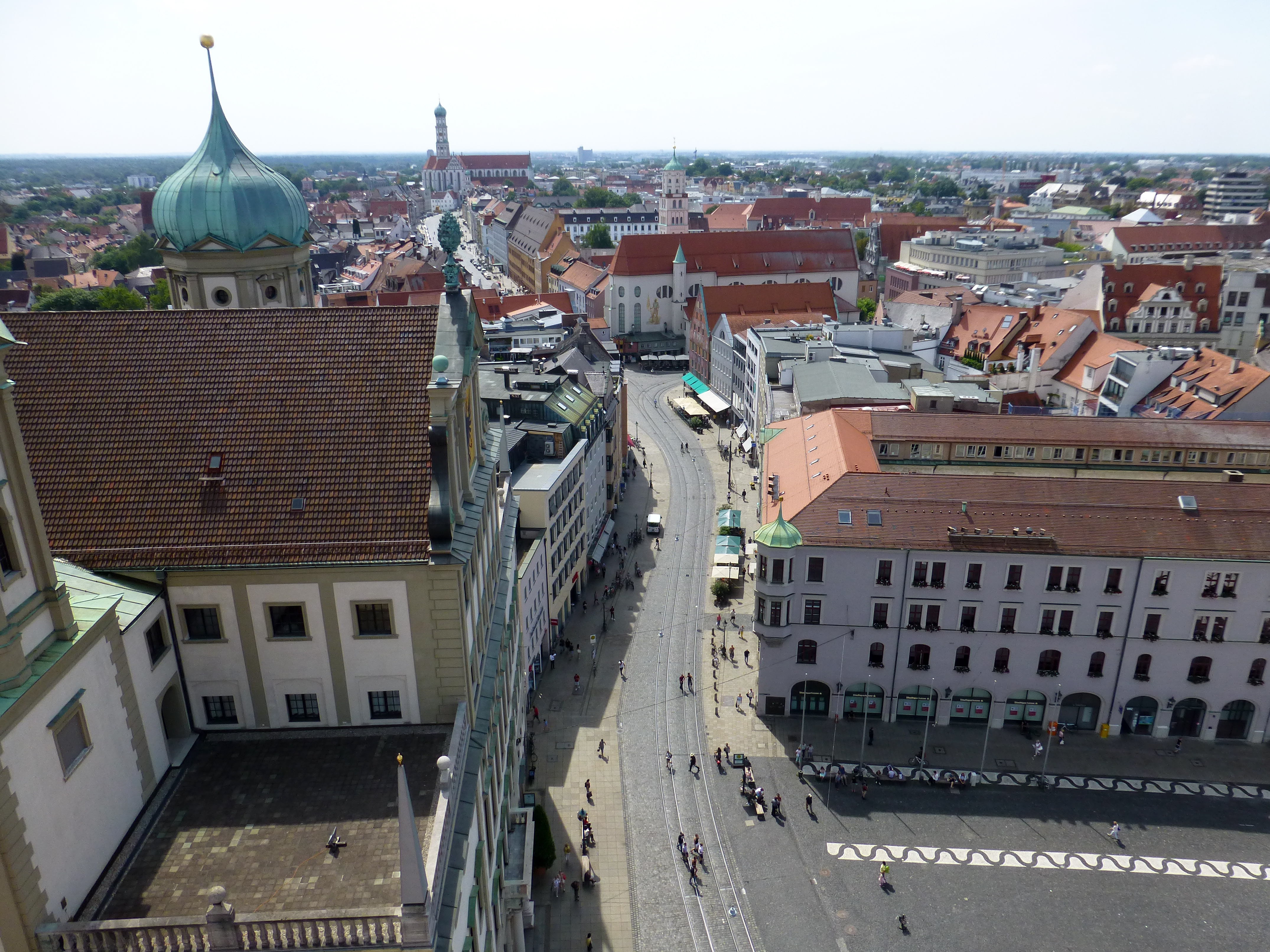
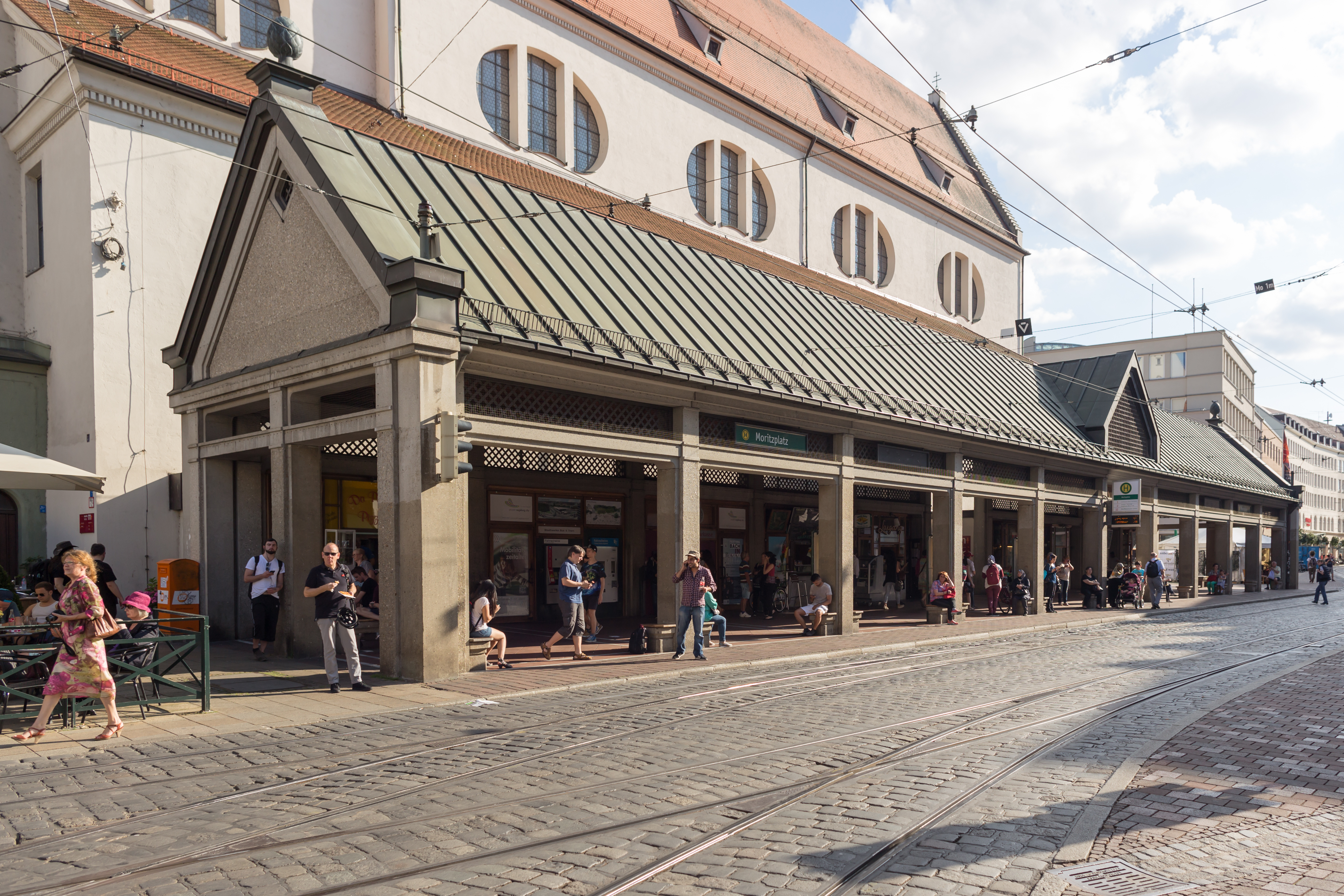
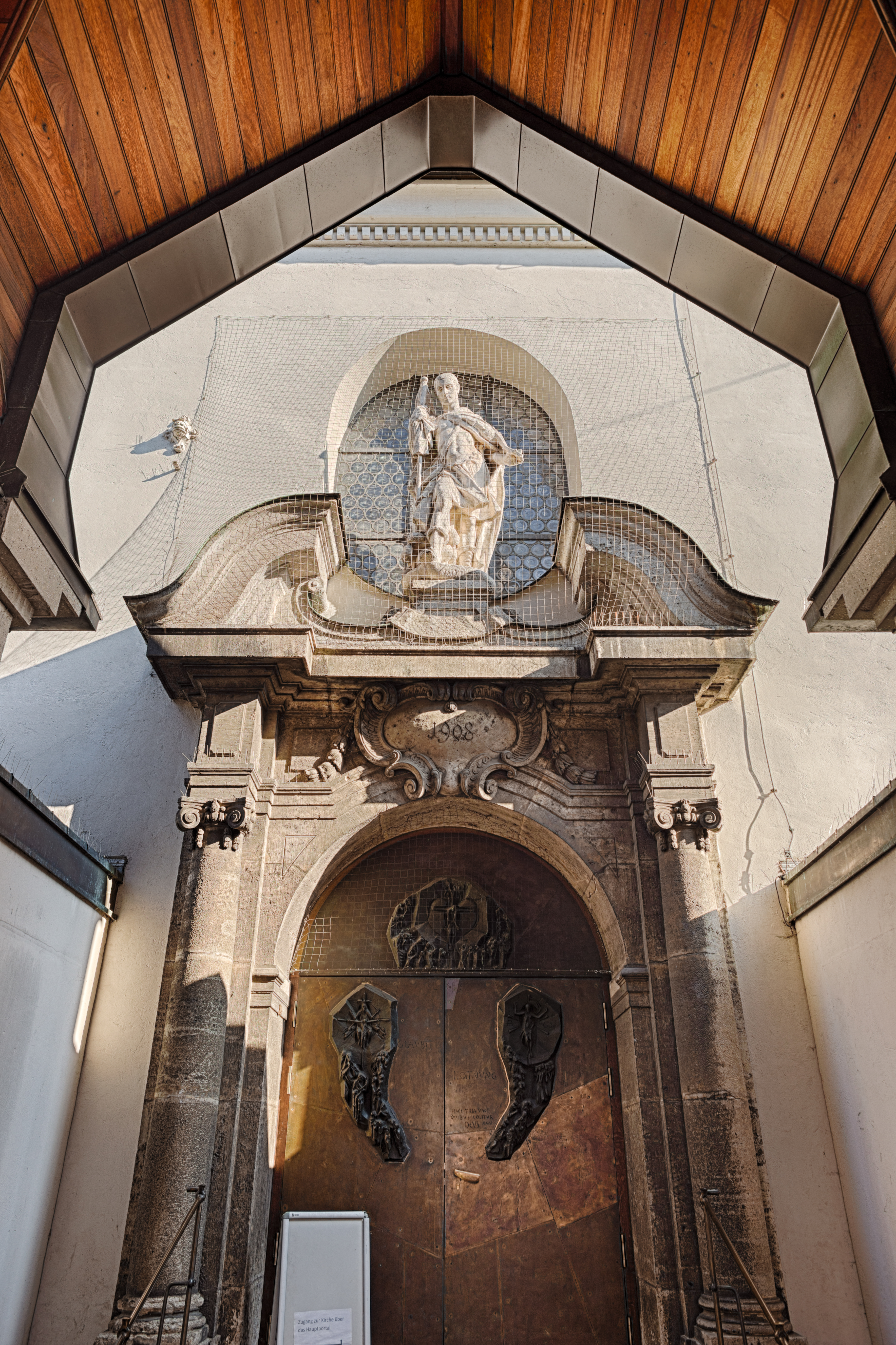
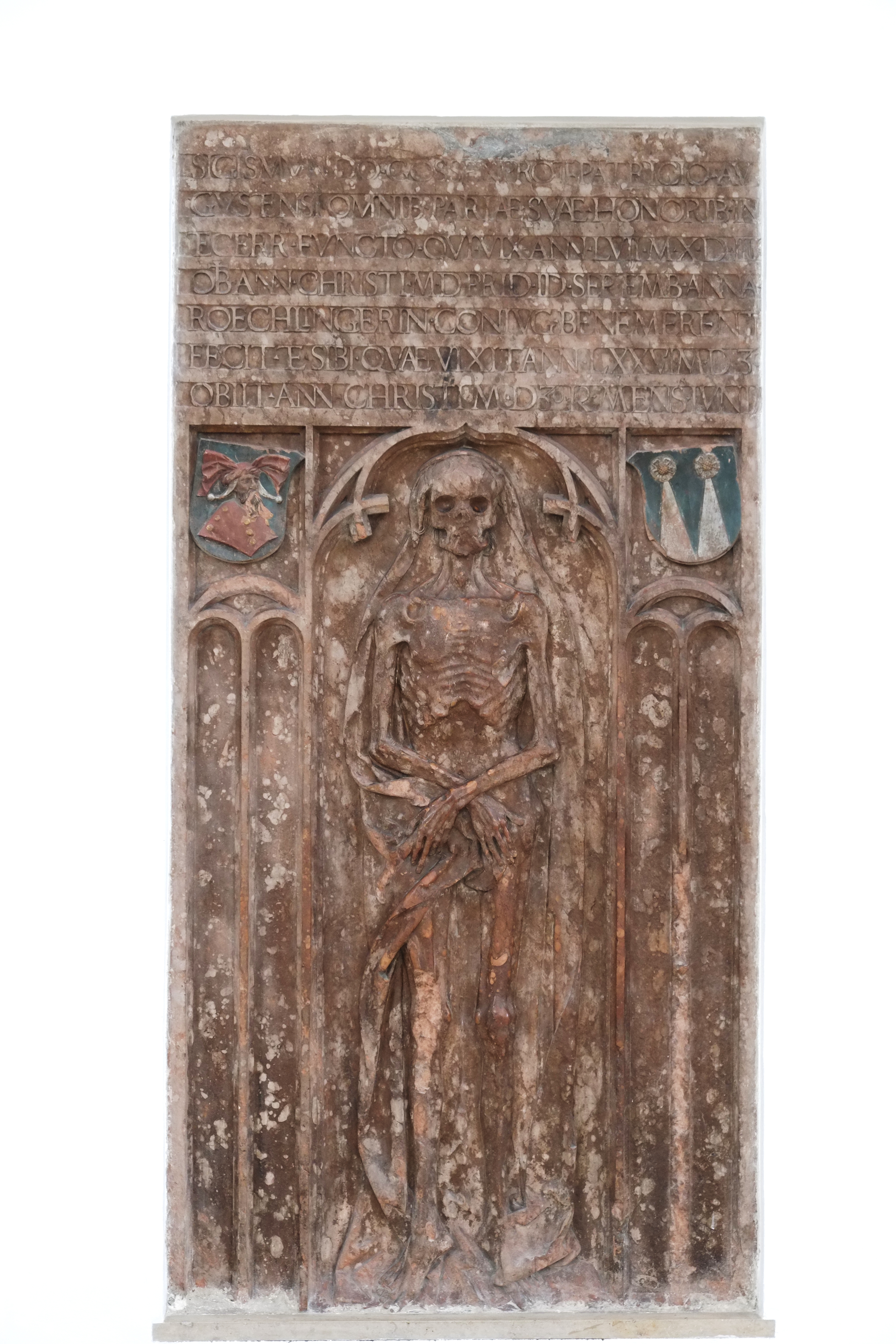
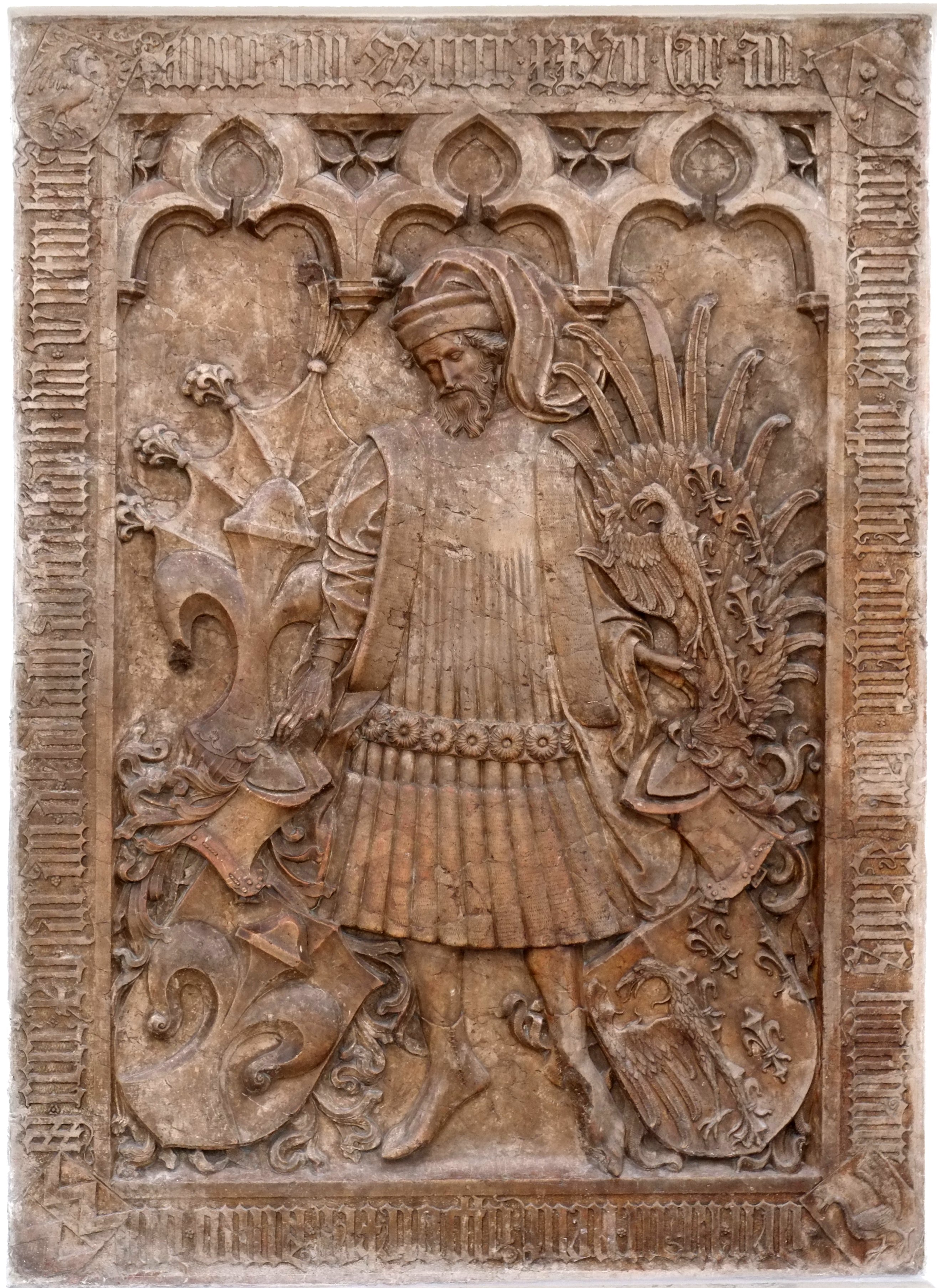
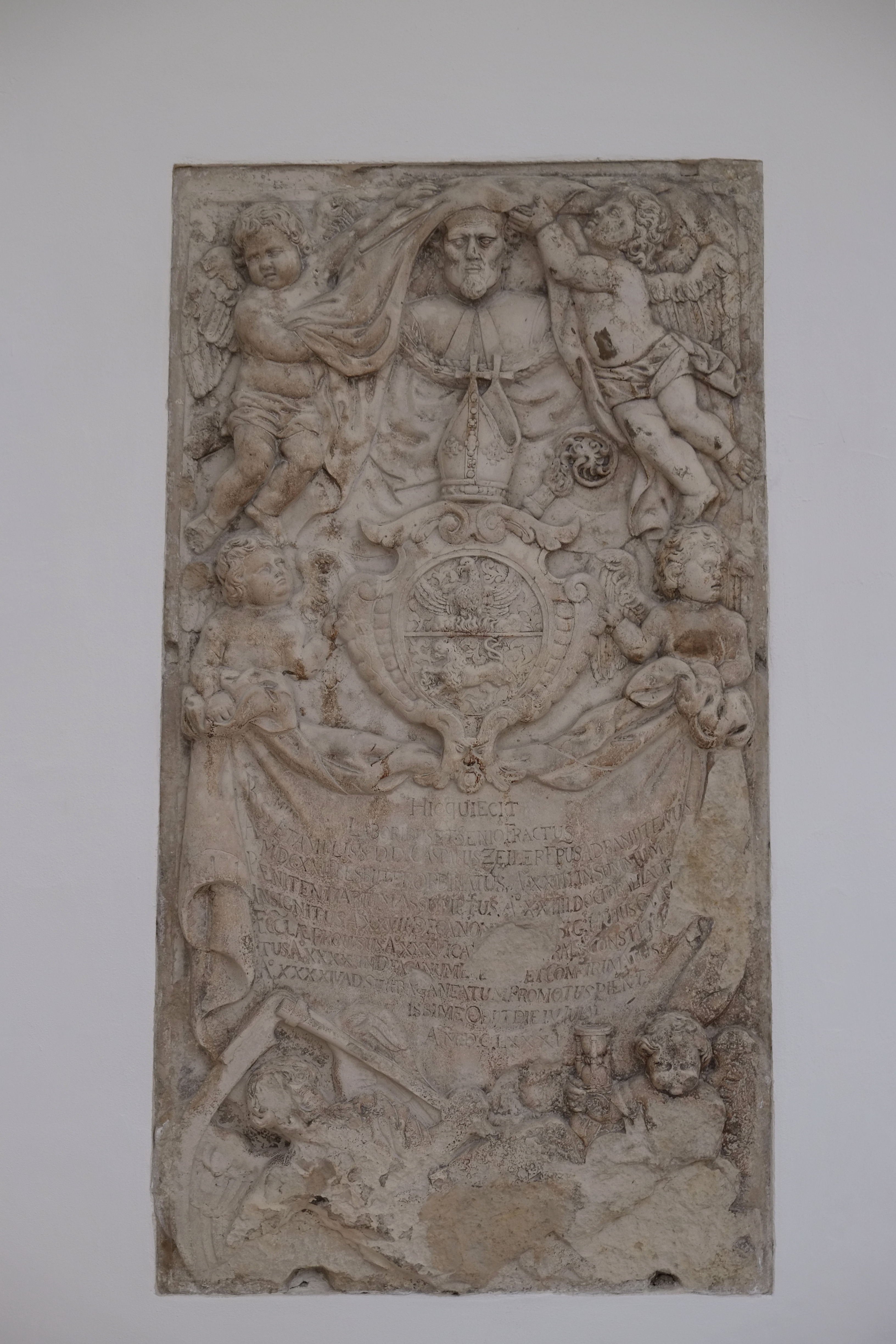
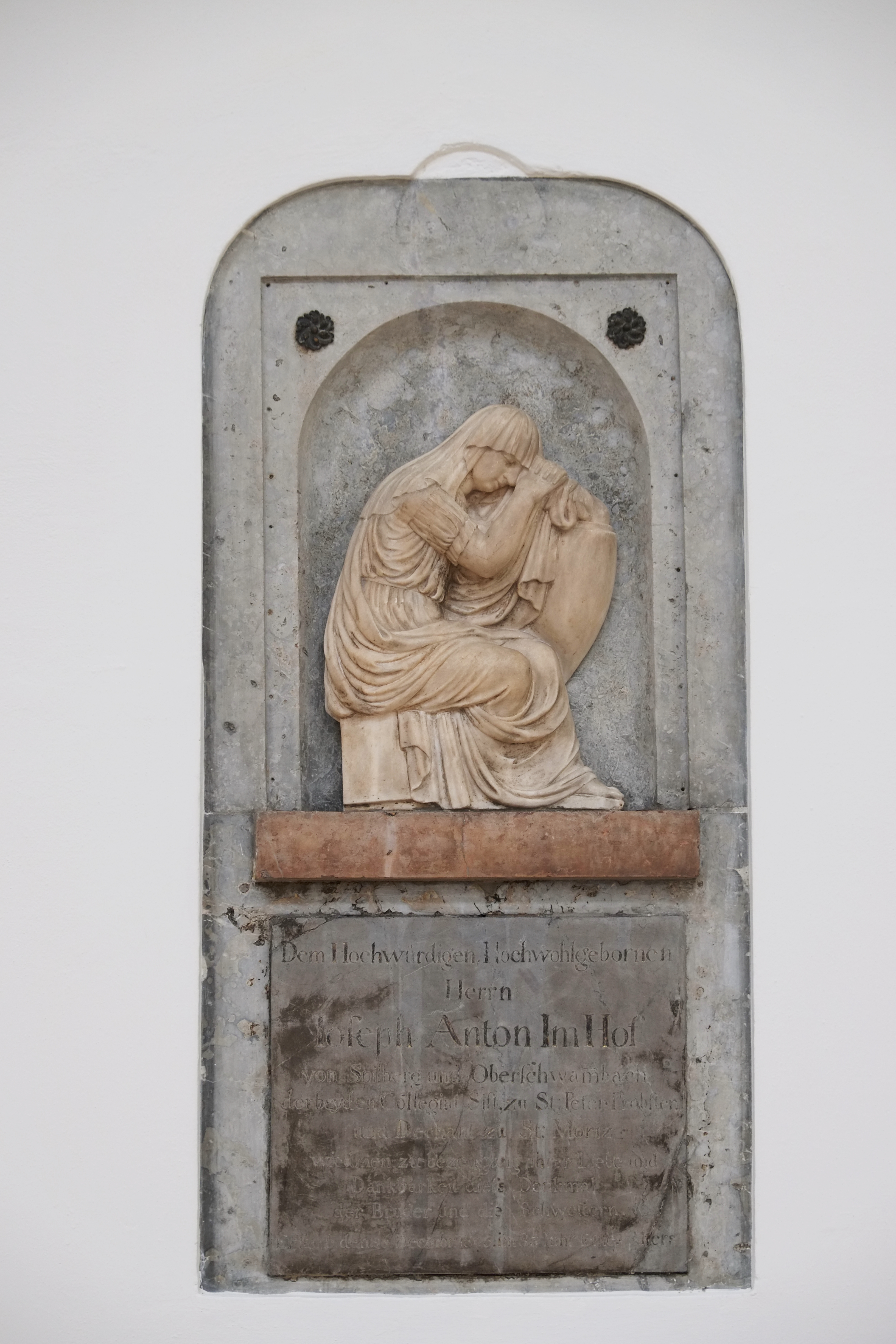
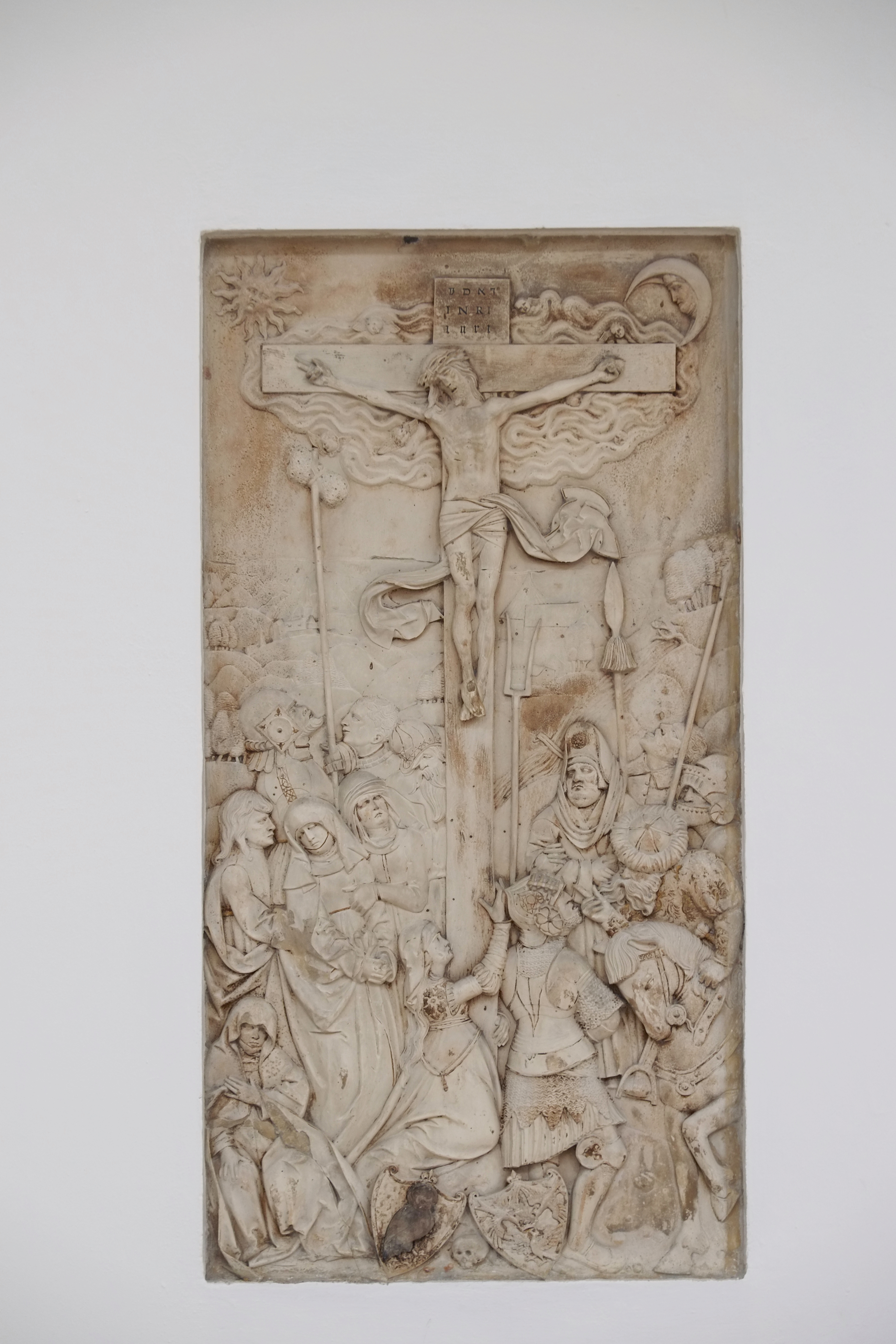
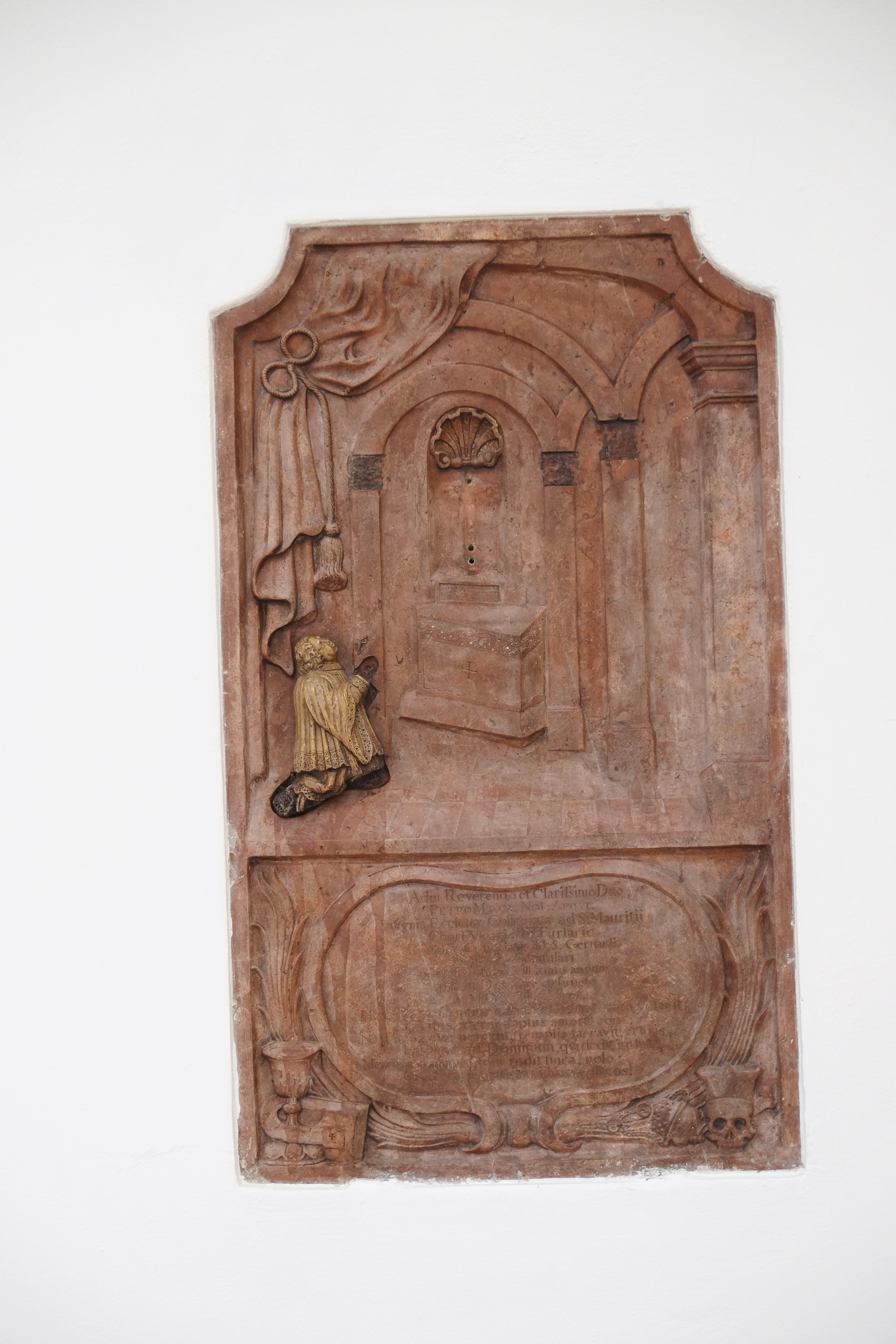
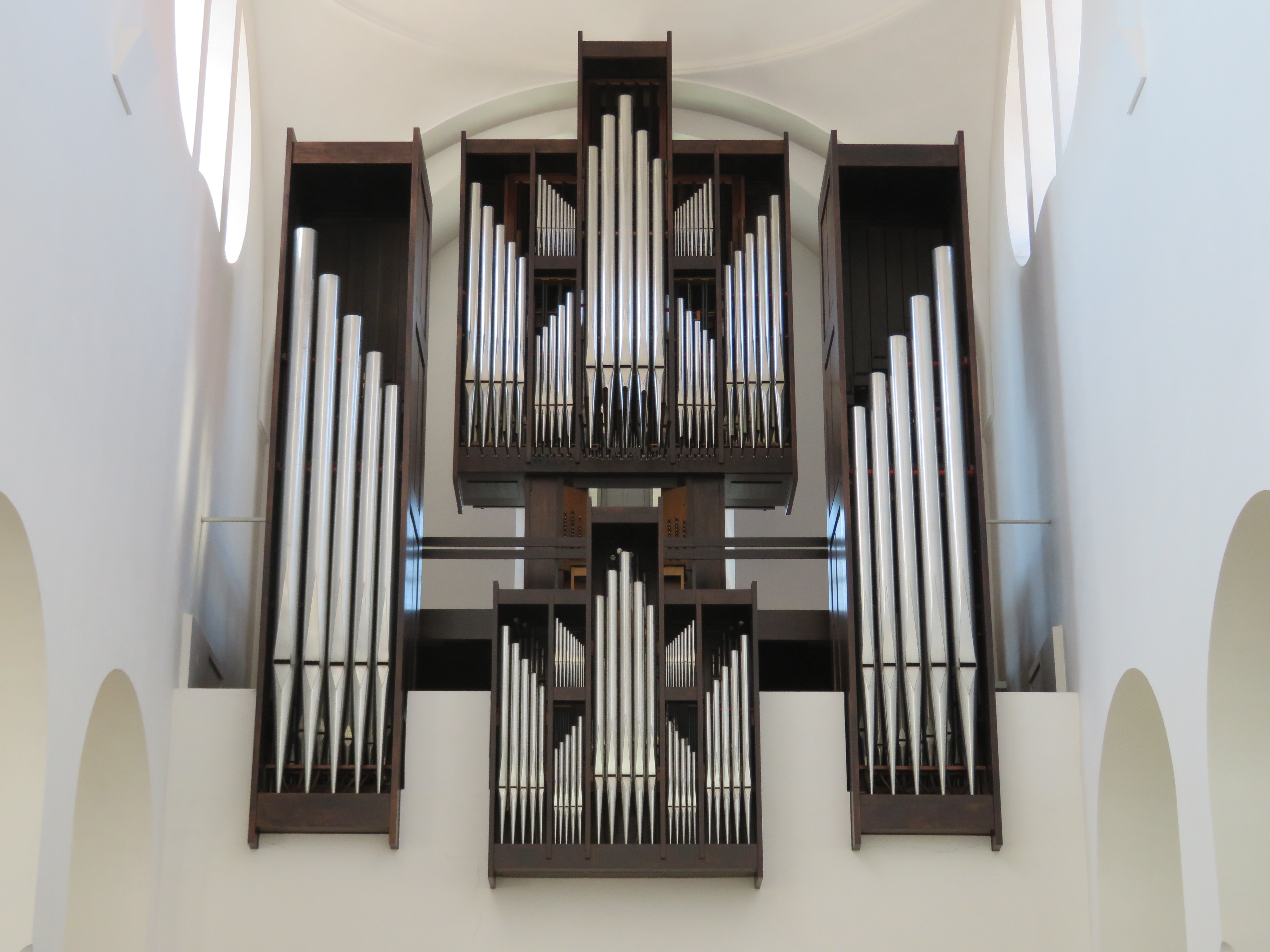
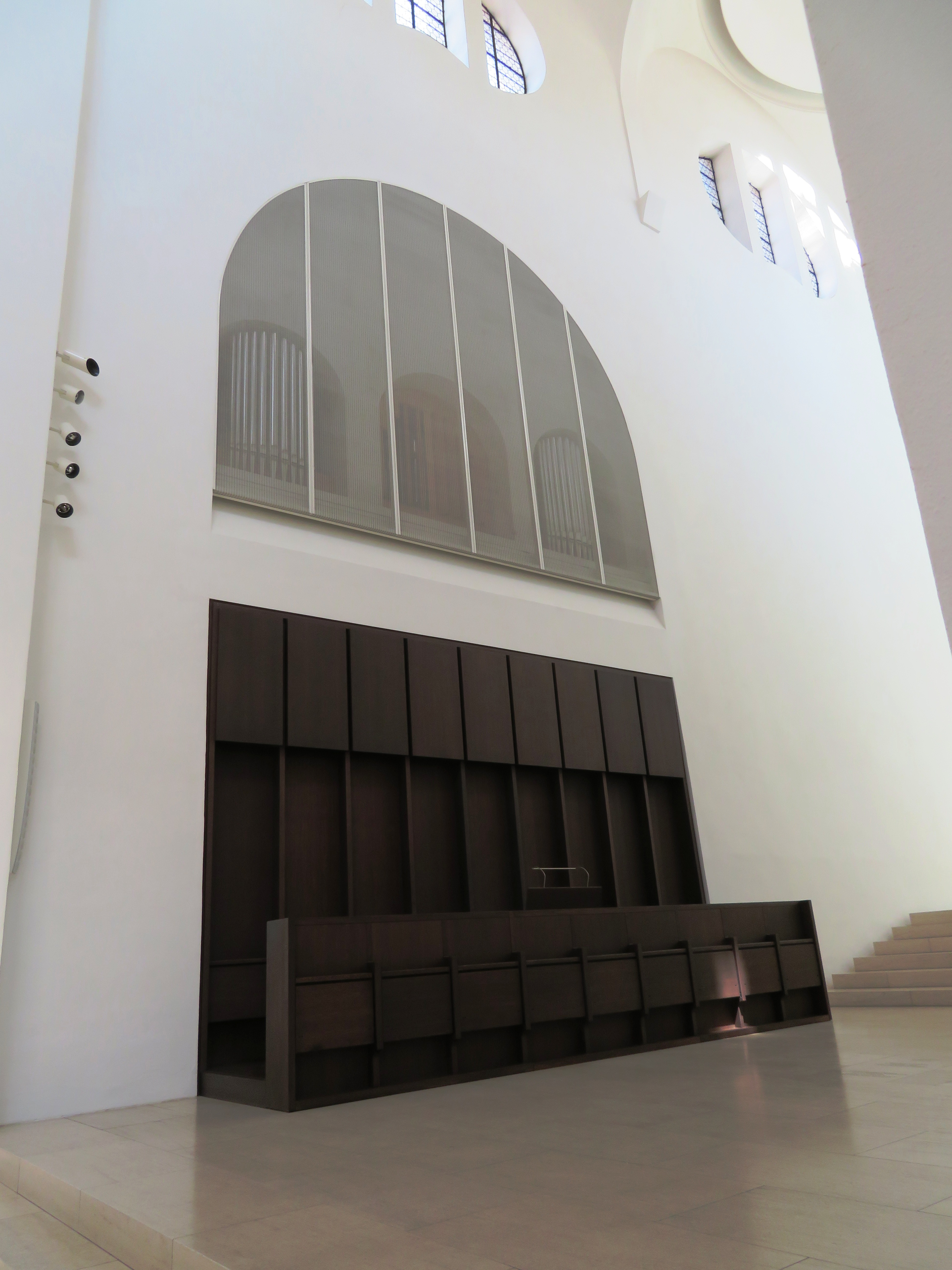